# NGC 725
NGC 725 è una galassia a spirale relativamente allungata situata nella costellazione della Balena, a una distanza di circa 487 milioni di anni luce dalla nostra Via Lattea.

## Scoperta
La galassia è stata scoperta il 9 novembre 1885 dall'astronomo statunitense Francis Leavenworth.